# Chamaedorea warscewiczii
Chamaedorea warscewiczii är en enhjärtbladig växtart som beskrevs av Hermann Wendland. Chamaedorea warscewiczii ingår i släktet Chamaedorea och familjen Arecaceae. Inga underarter finns listade i Catalogue of Life.